# Nederlandse Vereniging van Mondhygiënisten
De Nederlandse Vereniging van Mondhygiënisten (NVM) is een Nederlandse vereniging met hoofdzetel in Nieuwegein. De vereniging behartigt de belangen van mondhygiënisten en werkt op beleidsniveau samen met het Ivoren Kruis. De NVM werd in 1967 opgericht en telt anno 2024 ruim 4400 leden en student-leden.